# Dipseudopsis schoutedeni
Dipseudopsis schoutedeni är en nattsländeart som beskrevs av Johannes-Antoine Lestage 1919. Dipseudopsis schoutedeni ingår i släktet Dipseudopsis och familjen Dipseudopsidae. Inga underarter finns listade i Catalogue of Life.